# Julião Monteiro
Julião Monteiro (Díli, 17 de julho de 1993) é um futebolista timorense que atua como guarda-redes. Atualmente defende o Lospalos, equipe local.

## Carreira internacional
Julião fez sua estreia pela seleção sénior na partida contra a Arábia Saudita, que terminou em derrota por 7 a 0.